# فرخنده بهشتی
فرخنده بهشتی (نام علمی: Tangara chilensis) یک پرنده آوازخوان بسیار رنگارنگ و متوسط است که طول آن بین ۱۳٫۵ تا ۱۵ سانتی‌متر متغیر است. دارای سر سبز روشن، زیرتنه آبی آسمانی و پرهای بالاتنه مشکی است. بسته به زیرگونه، پشت زرد و سرخ یا سراسر سرخ است. نوک سیاه و پاها خاکستری است. بومی جنگل‌های آمازون است.
این گونه که در جنگل‌های نمناک استوایی و نیمه‌گرمسیری در غرب و شمال حوزه آمازون در آمریکای جنوبی یافت می‌شود، در ونزوئلا، پرو، کلمبیا، اکوادور، بولیوی و برزیل دیده می‌شود. با وجود نام علمی آن، در شیلی یافت نمی‌شود.